# منير أحمد
منير أحمد (10 نوفمبر 1970 - ) (بالألمانية: Munir Ahmed)‏ هو لاعب كريكت نمساوي. شارك مع منتخب النمسا الوطني للكريكت.

## وصلات خارجية
- منير أحمد على موقع إي آس بي آن كريك إنفو (الإنجليزية)